# Golden Globe per la migliore attrice in un film commedia o musicale
Il Golden Globe per la migliore attrice in un film commedia o musicale viene assegnato alla miglior attrice comica o musicale dalla HFPA (Hollywood Foreign Press Association).

## Vincitrici e candidate
L'elenco mostra la vincitrice di ogni anno, seguito dalle attrici che hanno ricevuto una candidatura. Per ogni attrice viene indicato il film che le ha valso la candidatura (titolo italiano e titolo originale tra parentesi).

### 1950
- 1951
  - Judy Holliday - Nata ieri (Born Yesterday)
  - Betty Hutton - Anna prendi il fucile (Annie Get Your Gun)
  - Spring Byington - Amo Luisa disperatamente (Louisa)
- 1952
  - June Allyson - L'ingenua maliziosa (Too Young to Kiss)
- 1953
  - Susan Hayward - La dominatrice del destino (With a Song in My Heart)
  - Ginger Rogers - Il magnifico scherzo (Monkey Business)
  - Katharine Hepburn - Lui e lei (Pat and Mike)
- 1954
  - Ethel Merman - Chiamatemi Madame (Call Me Madam)
- 1955
  - Judy Garland - È nata una stella (A Star Is Born)
- 1956
  - Jean Simmons - Bulli e pupe (Guys and Dolls)
- 1957
  - Deborah Kerr - Il re ed io (The King and I)
  - Debbie Reynolds - Un turbine di gioia (Bundle of Joy)
  - Marilyn Monroe - Fermata d'autobus (Bus Stop)
  - Judy Holliday - Una Cadillac tutta d'oro (The Solid Gold Cadillac)
  - Machiko Kyō - La casa da tè alla luna d'agosto (The Teahouse of the August Moon)
- 1958
  - Taina Elg - Les Girls
  - Kay Kendall - Les Girls
  - Audrey Hepburn - Arianna (Love in the Afternoon)
  - Cyd Charisse - La bella di Mosca (Silk Stockings)
  - Jean Simmons - Questa notte o mai (This Could Be the Night)
- 1959
  - Rosalind Russell - La signora mia zia (Auntie Mame)
  - Leslie Caron - Gigi
  - Ingrid Bergman - Indiscreto (Indiscreet)
  - Mitzi Gaynor - South Pacific
  - Doris Day - Il tunnel dell'amore (The Tunnel of Love)

### 1960
- 1960
  - Marilyn Monroe - A qualcuno piace caldo (Some Like It Hot)
  - Shirley MacLaine - Tutte le ragazze lo sanno (Ask Any Girl)
  - Lilli Palmer - Ma non per me (But Not for Me)
  - Doris Day - Il letto racconta... (Pillow Talk)
  - Dorothy Dandridge - Porgy and Bess
- 1961
  - Shirley MacLaine - L'appartamento (The Apartment)
  - Judy Holliday - Susanna agenzia squillo (Bells Are Ringing)
  - Lucille Ball - Un adulterio difficile (The Facts of Life)
  - Sophia Loren - La baia di Napoli (It Started in Naples)
  - Capucine - Estasi (Song Without End)
- 1962
  - Rosalind Russell - Il molto onorevole ministro (A Majority of One)
  - Audrey Hepburn - Colazione da Tiffany (Breakfast at Tiffany's)
  - Miyoshi Umeki - Fior di loto (Flower Drum Song)
  - Hayley Mills - Il cow-boy con il velo da sposa (The Parent Trap)
  - Bette Davis - Angeli con la pistola (Pocketful of Miracles)
- 1963
  - Rosalind Russell - La donna che inventò lo strip-tease (Gypsy)
  - Doris Day - La ragazza più bella del mondo (Billy Rose's Jumbo)
  - Natalie Wood - La donna che inventò lo strip-tease (Gypsy)
  - Shirley Jones - Capobanda (The Music Man)
  - Jane Fonda - Rodaggio matrimoniale (Period of Adjustment)
- 1964
  - Shirley MacLaine - Irma la dolce (Irma La Douce)
  - Ann-Margret - Ciao, ciao Birdie (Bye Bye Birdie)
  - Audrey Hepburn - Sciarada (Charade)
  - Molly Picon - Alle donne ci penso io (Come Blow Your Horn)
  - Jill St. John - Alle donne ci penso io (Come Blow Your Horn)
  - Doris Day - Fammi posto tesoro (Move Over, Darling)
  - Joanne Woodward - Il mio amore con Samantha (A New Kind of Love)
  - Hayley Mills - Magia d'estate (Summer Magic)
- 1965
  - Julie Andrews - Mary Poppins
  - Sophia Loren - Matrimonio all'italiana
  - Audrey Hepburn - My Fair Lady
  - Melina Merkouri - Topkapi
  - Debbie Reynolds - Voglio essere amata in un letto d'ottone (The Unsinkable Molly Brown)
- 1966
  - Julie Andrews - Tutti insieme appassionatamente (The Sound of Music)
  - Jane Fonda - Cat Ballou
  - Natalie Wood - Lo strano mondo di Daisy Clover (Inside Daisy Clover)
  - Rita Tushingham - Non tutti ce l'hanno (The Knack...and How to Get It)
  - Barbara Harris - L'incredibile Murray - L'uomo che disse no (A Thousand Clowns)
- 1967
  - Lynn Redgrave - Georgy, svegliati (Georgy Girl)
  - Jane Fonda - Tutti i mercoledì (Any Wednesday)
  - Shirley MacLaine - Gambit - Grande furto al Semiramis (Gambit)
  - Vanessa Redgrave - Morgan matto da legare (Morgan: A Suitable Case for Treatment)
  - Elizabeth Hartman - Buttati Bernardo! (You're a Big Boy Now)
- 1968
  - Anne Bancroft - Il laureato (The Graduate)
  - Vanessa Redgrave - Camelot
  - Julie Andrews - Millie (Thoroughly Modern Millie)
  - Audrey Hepburn - Due per la strada (Two for the Road)
  - Shirley MacLaine - Sette volte donna (Woman Times Seven)
- 1969
  - Barbra Streisand - Funny Girl
  - Gina Lollobrigida - Buonasera, signora Campbell (Buona Sera, Mrs. Campbell)
  - Petula Clark - Sulle ali dell'arcobaleno (Finian's Rainbow)
  - Julie Andrews - Un giorno... di prima mattina ( Star!)
  - Lucille Ball - Appuntamento sotto il letto (Yours, Mine and Ours)

### 1970
- 1970
  - Patty Duke - Me, Natalie
  - Dyan Cannon - Bob & Carol & Ted & Alice
  - Ingrid Bergman - Fiore di cactus (Cactus Flower)
  - Kim Darby - Noi due a Manhattan (Generation)
  - Barbra Streisand - Hello, Dolly!
  - Mia Farrow - John e Mary (John and Mary)
  - Anna Magnani - Il segreto di Santa Vittoria (The Secret of Santa Vittoria)
  - Shirley MacLaine - Sweet Charity - Una ragazza che voleva essere amata (Sweet Charity)
- 1971
  - Carrie Snodgress - Diario di una casalinga inquieta (Diary of a Mad Housewife)
  - Julie Andrews - Operazione Crêpes Suzette (Darling Lili)
  - Sandy Dennis - Un provinciale a New York (The Out of Towners)
  - Barbra Streisand - Il gufo e la gattina (The Owl and the Pussycat)
  - Angela Lansbury - Something for Everyone
- 1972
  - Twiggy - Il boy friend (The Boy Friend)
  - Angela Lansbury - Pomi d'ottone e manici di scopa (Bedknobs and Broomsticks)
  - Ruth Gordon - Harold e Maude (Harold and Maude)
  - Elaine May - È ricca, la sposo e l'ammazzo (A New Leaf)
  - Sandy Duncan - Star Spangled Girl
- 1973
  - Liza Minnelli - Cabaret
  - Juliet Mills - Che cosa è successo tra mio padre e tua madre? (Avanti!)
  - Goldie Hawn - Le farfalle sono libere (Butterflies Are Free)
  - Carol Burnett - Un marito per Tillie (Pete 'n' Tillie)
  - Maggie Smith - In viaggio con la zia (Travels with My Aunt)
- 1974
  - Glenda Jackson - Un tocco di classe (A Touch of Class)
  - Liv Ullmann - La signora a 40 carati (40 Carats)
  - Cloris Leachman - Charley e l'angelo (Charley and the Angel)
  - Yvonne Elliman - Jesus Christ Superstar
  - Tatum O'Neal - Paper Moon - Luna di carta (Paper Moon)
- 1975
  - Raquel Welch - I tre moschettieri (The Three Musketeers)
  - Diahann Carroll - Claudine
  - Helen Hayes - Herbie il Maggiolino sempre più matto (Herbie Rides Again)
  - Lucille Ball - Mame
  - Cloris Leachman - Frankenstein Junior (Young Frankenstein)
- 1976
  - Ann-Margret - Tommy
  - Barbra Streisand - Funny Lady
  - Liza Minnelli - In tre sul Lucky Lady (Lucky Lady)
  - Julie Christie - Shampoo
  - Goldie Hawn - Shampoo
- 1977
  - Barbra Streisand - È nata una stella (A Star Is Born)
  - Goldie Hawn - La volpe e la duchessa (The Duchess and the Dirtwater Fox)
  - Barbara Harris - Complotto di famiglia (Family Plot)
  - Jodie Foster - Tutto accadde un venerdì (Freaky Friday)
  - Barbara Harris - Tutto accadde un venerdì (Freaky Friday)
  - Rita Moreno - Il vizietto americano (The Ritz)
- 1978
  - Diane Keaton - Io e Annie (Annie Hall)
  - Marsha Mason - Goodbye amore mio! (The Goodbye Girl)
  - Lily Tomlin - L'occhio privato (The Late Show)
  - Liza Minnelli - New York, New York
  - Sally Field - Il bandito e la "Madama" (Smokey and the Bandit)
- 1979
  - Maggie Smith - California Suite
  - Ellen Burstyn - Lo stesso giorno, il prossimo anno (Same Time, Next Year)
  - Goldie Hawn - Gioco sleale (Foul Play)
  - Olivia Newton-John - Grease - Brillantina (Grease)
  - Jacqueline Bisset - Qualcuno sta uccidendo i più grandi cuochi d'Europa (Who Is Killing the Great Chefs of Europe?)

### 1980
- 1980
  - Bette Midler - The Rose
  - Julie Andrews - 10
  - Shirley MacLaine - Oltre il giardino (Being There)
  - Marsha Mason - Capitolo secondo (Chapter Two)
  - Jill Clayburgh - E ora: punto e a capo (Starting Over)
- 1981
  - Sissy Spacek - La ragazza di Nashville (Coal Miner's Daughter)
  - Bette Midler - Divine Madness!
  - Irene Cara - Saranno famosi (Fame)
  - Dolly Parton - Dalle 9 alle 5... orario continuato (Nine to Five)
  - Goldie Hawn - Soldato Giulia agli ordini (Private Benjamin)
- 1982
  - Bernadette Peters - Spiccioli dal cielo (Pennies from Heaven)
  - Liza Minnelli - Arturo (Arthur)
  - Blair Brown - Chiamami aquila (Continental Divide)
  - Jill Clayburgh - Una notte con vostro onore (First Monday in October)
  - Carol Burnett - Le quattro stagioni (The Four Seasons)
- 1983
  - Julie Andrews - Victor Victoria
  - Carol Burnett - Annie
  - Aileen Quinn - Annie
  - Goldie Hawn - Amici come prima (Best Friends)
  - Dolly Parton - Il più bel Casino del Texas (The Best Little Whorehouse in Texas)
  - Sally Field - C'è...un fantasma tra noi due (Kiss Me Goodbye)
- 1984
  - Julie Walters - Rita, Rita, Rita (Educating Rita)
  - Jennifer Beals - Flashdance
  - Linda Ronstadt - I pirati di Penzance (The Pirates of Penzance)
  - Anne Bancroft - Essere o non essere (To Be or Not to Be)
  - Barbra Streisand - Yentl
- 1985
  - Kathleen Turner - All'inseguimento della pietra verde (Romancing the Stone)
  - Lily Tomlin - Ho sposato un fantasma (All of Me)
  - Mia Farrow - Broadway Danny Rose
  - Anne Bancroft - Cercando la Garbo (Garbo Talks)
  - Shelley Long - Vertenza inconciliabile (Irreconcilable Differences)
- 1986
  - Kathleen Turner - L'onore dei Prizzi (Prizzi's Honor)
  - Rosanna Arquette - Cercasi Susan disperatamente (Desperately Seeking Susan)
  - Glenn Close - Maxie
  - Sally Field - L'amore di Murphy (Murphy's Romance)
  - Mia Farrow - La rosa purpurea del Cairo (The Purple Rose of Cairo)
- 1987
  - Sissy Spacek - Crimini del cuore (Crimes of the Heart)
  - Bette Midler - Su e giù per Beverly Hills (Down and Out in Beverly Hills)
  - Kathleen Turner - Peggy Sue si è sposata (Peggy Sue Got Married)
  - Melanie Griffith - Qualcosa di travolgente (Something Wild)
  - Julie Andrews - Così è la vita (That's Life!)
- 1988
  - Cher - Stregata dalla luna (Moonstruck)
  - Diane Keaton - Baby Boom
  - Holly Hunter - Dentro la notizia - Broadcast News (Broadcast News)
  - Jennifer Grey - Dirty Dancing - Balli proibiti (Dirty Dancing)
  - Bette Midler - Una fortuna sfacciata (Outrageous Fortune)
- 1989
  - Melanie Griffith - Una donna in carriera (Working Girl)
  - Susan Sarandon - Bull Durham - Un gioco a tre mani (Bull Durham)
  - Amy Irving - Dall'altro lato della strada (Crossing Delancey)
  - Jamie Lee Curtis - Un pesce di nome Wanda (A Fish Called Wanda)
  - Michelle Pfeiffer - Una vedova allegra... ma non troppo (Married to the Mob)

### 1990
- 1990
  - Jessica Tandy - A spasso con Daisy (Driving Miss Daisy)
  - Meryl Streep - She-Devil - Lei, il diavolo (She-Devil)
  - Pauline Collins - Shirley Valentine - La mia seconda vita (Shirley Valentine)
  - Kathleen Turner - La guerra dei Roses (The War of the Roses)
  - Meg Ryan - Harry, ti presento Sally... (When Harry Met Sally…)
- 1991
  - Julia Roberts - Pretty Woman
  - Mia Farrow - Alice
  - Demi Moore - Ghost - Fantasma (Ghost)
  - Andie MacDowell - Green Card - Matrimonio di convenienza (Green Card)
  - Meryl Streep - Cartoline dall'inferno (Postcards From the Edge)
- 1992
  - Bette Midler - Giorni di gloria... giorni d'amore (For the Boys)
  - Anjelica Huston - La famiglia Addams (The Addams Family)
  - Michelle Pfeiffer - Frankie e Johnny (Frankie and Johnny)
  - Kathy Bates - Pomodori verdi fritti alla fermata del treno (Fried Green Tomatoes)
  - Ellen Barkin - Nei panni di una bionda (Switch)
- 1993
  - Miranda Richardson - Un incantevole aprile (Enchanted April)
  - Meryl Streep - La morte ti fa bella (Death Becomes Her)
  - Geena Davis - Ragazze vincenti (A League of Their Own)
  - Whoopi Goldberg - Sister Act
  - Shirley MacLaine - La vedova americana (Used People)
- 1994
  - Angela Bassett - Tina - What's Love Got to Do With It (What's Love Got to Do With It)
  - Anjelica Huston - La famiglia Addams 2 (Addams Family Values)
  - Diane Keaton - Misterioso omicidio a Manhattan (Manhattan Murder Mystery)
  - Stockard Channing - Sei gradi di separazione (Six Degrees of Separation)
  - Meg Ryan - Insonnia d'amore (Sleepless in Seattle)
- 1995
  - Jamie Lee Curtis - True Lies
  - Andie MacDowell - Quattro matrimoni e un funerale (Four Weddings and a Funeral)
  - Shirley MacLaine - Cara, insopportabile Tess (Guarding Tess)
  - Emma Thompson - Junior
  - Geena Davis - Ciao Julia, sono Kevin (Speechless)
- 1996
  - Nicole Kidman - Da morire (To Die For)
  - Annette Bening - Il presidente - Una storia d'amore (The American President)
  - Vanessa Redgrave - Un mese al lago (A Month by the Lake)
  - Toni Collette - Le nozze di Muriel (Muriel's Wedding)
  - Sandra Bullock - Un amore tutto suo (While You Were Sleeping)
- 1997
  - Madonna - Evita
  - Glenn Close - La carica dei 101 - Questa volta la magia è vera (101 Dalmatians)
  - Frances McDormand - Fargo
  - Barbra Streisand - L'amore ha due facce (The Mirror Has Two Faces)
  - Debbie Reynolds - Mamma torno a casa (Mother)
- 1998
  - Helen Hunt - Qualcosa è cambiato (As Good as It Gets)
  - Joey Lauren Adams - In cerca di Amy (Chasing Amy)
  - Pam Grier - Jackie Brown
  - Julia Roberts - Il matrimonio del mio migliore amico (My Best Friend's Wedding)
  - Jennifer Lopez - Selena
- 1999
  - Gwyneth Paltrow - Shakespeare in Love
  - Jane Horrocks - Little voice - è nata una stella (Little Voice)
  - Christina Ricci - The Opposite of Sex - L'esatto contrario del sesso (The Opposite of Sex)
  - Cameron Diaz - Tutti pazzi per Mary (There's Something About Mary)
  - Meg Ryan - C'è posta per te (You've Got Mail)

### 2000
- 2000
  - Janet McTeer - In cerca d'amore (Tumbleweeds)
  - Reese Witherspoon - Election
  - Julianne Moore - Un marito ideale (The Ideal Husband)
  - Sharon Stone - La dea del successo (The Muse)
  - Julia Roberts - Notting Hill
- 2001
  - Renée Zellweger - Betty Love (Nurse Betty)
  - Juliette Binoche - Chocolat
  - Sandra Bullock - Miss Detective (Miss Congeniality)
  - Brenda Blethyn - L'erba di Grace (Saving Grace)
  - Tracey Ullman - Criminali da strapazzo (Small Time Crooks)
- 2002
  - Nicole Kidman - Moulin Rouge!
  - Cate Blanchett - Bandits
  - Renée Zellweger - Il diario di Bridget Jones (Bridget Jones's Diary)
  - Thora Birch - Ghost World
  - Reese Witherspoon - La rivincita delle bionde (Legally Blonde)
- 2003
  - Renée Zellweger - Chicago
  - Goldie Hawn - Due amiche esplosive (The Banger Sisters)
  - Catherine Zeta-Jones - Chicago
  - Nia Vardalos - Il mio grosso grasso matrimonio greco (My Big Fat Greek Wedding)
  - Maggie Gyllenhaal - Secretary
- 2004
  - Diane Keaton - Tutto può succedere - Something's Gotta Give (Something's Gotta Give)
  - Jamie Lee Curtis - Quel pazzo venerdì (Freaky Friday)
  - Scarlett Johansson - Lost in Translation - L'amore tradotto (Lost in Translation)
  - Diane Lane - Sotto il sole della Toscana (Under the Tuscan Sun)
  - Helen Mirren - Calendar Girls
- 2005
  - Annette Bening - Being Julia - La diva Julia (Being Julia)
  - Ashley Judd - De-Lovely
  - Emmy Rossum - Il fantasma dell'opera (The Phantom of the Opera)
  - Kate Winslet - Se mi lasci ti cancello (Eternal Sunshine of the Spotless Mind)
  - Renée Zellweger - Che pasticcio, Bridget Jones! (Bridget Jones: The Edge of Reason)
- 2006
  - Reese Witherspoon - Quando l'amore brucia l'anima (Walk the Line)
  - Judi Dench - Lady Henderson presenta (Mrs. Henderson Presents)
  - Keira Knightley - Orgoglio e pregiudizio (Pride & Prejudice)
  - Laura Linney - Il calamaro e la balena (The Squid and the Whale)
  - Sarah Jessica Parker - La neve nel cuore (The Family Stone)
- 2007
  - Meryl Streep - Il diavolo veste Prada (The Devil Wears Prada )
  - Annette Bening - Correndo con le forbici in mano (Running with Scissors)
  - Toni Collette - Little Miss Sunshine
  - Beyoncé - Dreamgirls
  - Renée Zellweger - Miss Potter
- 2008
  - Marion Cotillard - La vie en rose (La Mome)
  - Amy Adams - Come d'incanto (Enchanted)
  - Nikki Blonsky - Hairspray - Grasso è bello (Hairspray)
  - Helena Bonham Carter - Sweeney Todd (Sweeney Todd)
  - Ellen Page - Juno
- 2009
  - Sally Hawkins - La felicità porta fortuna - Happy-Go-Lucky
  - Rebecca Hall - Vicky Cristina Barcelona
  - Frances McDormand - Burn After Reading - A prova di spia
  - Meryl Streep - Mamma Mia!
  - Emma Thompson - Oggi è già domani (Last Chance Harvey)

### 2010
- 2010
  - Meryl Streep - Julie & Julia
  - Sandra Bullock - Ricatto d'amore (The Proposal)
  - Marion Cotillard - Nine
  - Julia Roberts - Duplicity
  - Meryl Streep - È complicato (It's Complicated)
- 2011
  - Annette Bening - I ragazzi stanno bene (The Kids Are All Right)
  - Anne Hathaway - Amore & altri rimedi (Love and other drugs)
  - Angelina Jolie - The Tourist
  - Julianne Moore - I ragazzi stanno bene (The Kids Are All Right)
  - Emma Stone - Easy Girl (Easy A)
- 2012
  - Michelle Williams - Marilyn (My Week with Marilyn)
  - Jodie Foster - Carnage
  - Charlize Theron - Young Adult
  - Kristen Wiig - Le amiche della sposa (Bridesmaids)
  - Kate Winslet - Carnage
- 2013
  - Jennifer Lawrence - Il lato positivo - Silver Linings Playbook (Silver Linings Playbook)
  - Emily Blunt - Il pescatore di sogni (Salmon Fishing in the Yemen)
  - Judi Dench - Marigold Hotel (The Best Exotic Marigold Hotel)
  - Maggie Smith - Quartet
  - Meryl Streep - Il matrimonio che vorrei (Hope Springs)
- 2014
  - Amy Adams - American Hustle - L'apparenza inganna (American Hustle)
  - Julie Delpy - Before Midnight
  - Greta Gerwig - Frances Ha
  - Julia Louis-Dreyfus - Non dico altro (Enough Said)
  - Meryl Streep - I segreti di Osage County (August: Osage County)
- 2015
  - Amy Adams - Big Eyes
  - Emily Blunt - Into the Woods
  - Helen Mirren - Amore, cucina e curry (The Hundred-Foot Journey)
  - Julianne Moore - Maps to the Stars
  - Quvenzhané Wallis - Annie - La felicità è contagiosa (Annie)
- 2016
  - Jennifer Lawrence - Joy
  - Melissa McCarthy - Spy
  - Amy Schumer - Un disastro di ragazza (Trainwreck)
  - Maggie Smith - The Lady in the Van
  - Lily Tomlin - Grandma
- 2017
  - Emma Stone - La La Land
  - Annette Bening - Le donne della mia vita (20th Century Women)
  - Lily Collins - L'eccezione alla regola (Rules Don't Apply)
  - Hailee Steinfeld - 17 anni (e come uscirne vivi) (The Edge of Seventeen)
  - Meryl Streep - Florence (Florence Foster Jenkins)
- 2018
  - Saoirse Ronan - Lady Bird
  - Judi Dench - Vittoria e Abdul (Vittoria & Abdul)
  - Helen Mirren - Ella & John - The Leisure Seeker (The Leisure Seeker)
  - Margot Robbie - Tonya (I, Tonya)
  - Emma Stone - La battaglia dei sessi (Battle of the Sexes)
- 2019
  - Olivia Colman - La favorita (The Favourite)
  - Emily Blunt - Il ritorno di Mary Poppins (Mary Poppins Returns)
  - Elsie Fisher - Eighth Grade - Terza media (Eighth Grade)
  - Charlize Theron - Tully
  - Constance Wu - Crazy & Rich (Crazy Rich Asians)

### 2020
- 2020
  - Awkwafina - The Farewell - Una bugia buona (The Farewell)
  - Ana de Armas - Cena con delitto - Knives Out (Knives Out)
  - Cate Blanchett - Che fine ha fatto Bernadette? (Where'd You Go, Bernadette)
  - Beanie Feldstein - La rivincita delle sfigate (Booksmart)
  - Emma Thompson - E poi c'è Katherine (Late Night)
- 2021
  - Rosamund Pike - I Care a Lot
  - Michelle Pfeiffer - Fuga a Parigi (French Exit)
  - Anya Taylor-Joy - Emma.
  - Marija Bakalova - Borat - Seguito di film cinema (Borat Subsequent Moviefilm: Delivery of Prodigious Bribe to American Regime for Make Benefit Once Glorious Nation of Kazakhstan)
  - Kate Hudson - Music
- 2022
  - Rachel Zegler - West Side Story
  - Marion Cotillard - Annette
  - Alana Haim - Licorice Pizza
  - Jennifer Lawrence - Don't Look Up
  - Emma Stone - Crudelia (Cruella)
- 2023
  - Michelle Yeoh - Everything Everywhere All at Once
  - Lesley Manville - La signora Harris va a Parigi (Mrs. Harris Goes to Paris)
  - Margot Robbie - Babylon
  - Anya Taylor-Joy - The Menu
  - Emma Thompson - Il piacere è tutto mio (Good Luck to You, Leo Grande)
- 2024
  - Emma Stone – Povere creature! (Poor Things)
  - Fantasia Barrino – Il colore viola (The Color Purple)
  - Jennifer Lawrence – Fidanzata in affitto (No Hard Feelings)
  - Natalie Portman – May December
  - Alma Pöysti – Foglie al vento
  - Margot Robbie – Barbie
- 2025
  - Demi Moore – The Substance
  - Amy Adams – Nightbitch
  - Cynthia Erivo – Wicked (Wicked: Part I)
  - Karla Sofía Gascón – Emilia Pérez
  - Mikey Madison – Anora
  - Zendaya – Challengers

## Plurivincitrici
Ecco di seguito la lista delle attrici plurivincitrici di un Golden Globe per la miglior attrice in un film commedia o musicale:
| Premi | Naz.                   | Attore            | Anni            |
| ----- | ---------------------- | ----------------- | --------------- |
| 3     | Stati Uniti (bandiera) | Rosalind Russell  | 1959, 1962-1963 |
| 3     | Regno Unito (bandiera) | Julie Andrews     | 1965-1966, 1983 |
| 2     | Stati Uniti (bandiera) | Shirley MacLaine  | 1961, 1964      |
| 2     | Stati Uniti (bandiera) | Barbra Streisand  | 1968, 1976      |
| 2     | Stati Uniti (bandiera) | Diane Keaton      | 1978, 2004      |
| 2     | Stati Uniti (bandiera) | Bette Midler      | 1980, 1992      |
| 2     | Stati Uniti (bandiera) | Sissy Spacek      | 1981, 1987      |
| 2     | Stati Uniti (bandiera) | Kathleen Turner   | 1984-1985       |
| 2     | /                      | Nicole Kidman     | 1996, 2002      |
| 2     | Stati Uniti (bandiera) | Renée Zellweger   | 2001, 2003      |
| 2     | Stati Uniti (bandiera) | Annette Bening    | 2005, 2011      |
| 2     | Stati Uniti (bandiera) | Meryl Streep      | 2007, 2010      |
| 2     | Stati Uniti (bandiera) | Jennifer Lawrence | 2013, 2016      |
| 2     | Stati Uniti (bandiera) | Amy Adams         | 2014-2015       |
| 2     | Stati Uniti (bandiera) | Emma Stone        | 2017, 2024      |